# Syndefaldet
Syndefaldet er en beretning fra det Gamle Testamente – en del af Bibelens urhistorie. Den findes i Første Mosebog, kapitel 3. Det er beretningen om, hvordan de to første mennesker, Adam og Eva, blev fristet af en slange til at spise af træet til kundskab om godt og ondt – det ene af de to træer i Edens have, som Gud havde forbudt dem at spise af. Det andet træ var livets træ. Som konsekvens af dette oprør mod Guds befaling blev Adam og Eva dødelige og fordrevet fra Edens have.
Udover dødeligheden modtog Adam, Eva og slangen hver deres straf fra Gud:
Slangen: Den skal fra nu af krybe på sin bug, og den skal æde støv. Dens og Evas afkom skal for evigt være fjender.
Eva: Hun skal føde sine børn i smerte, og hendes mand skal herske over hende.
Adam: Han skal med besvær skaffe sig mad, og kun tidsel og ukrudt skal spire af sig selv.